# Dynamique fluviale
La dynamique fluviale, ou géodynamique fluviale, étudie l'évolution géomorphologique des cours d'eau (les formes en résultant relevant de la morphologie fluviale). Elle est pluridisciplinaire, empruntant des éléments de méthode et de diagnostic à la géographie physique (dont la géomorphologie), à la géologie, à la sédimentologie, à l'hydraulique, à l’hydrologie, à la biologie et à l'écologie fluviale.
En Europe, la Directive-cadre sur l'eau (DCE) a introduit la notion d'« hydromorphologie fluviale » dans le droit.

## Éléments historiques
La géomorphologie fluviale devient une discipline scientifique à la suite des premiers travaux de synthèse réalisés dans les années 1950 aux États-Unis, notamment les études menées par Marie Morisawa (en) sur les réseaux de drainage du Plateau Appalachien (en), celles de Leopold (en) et Wolman (en) ou de Strahler. 
En France, le pionnier est Jean Tricart avec les études qu’il réalise « sur les manifestations morphologiques de la torrentialité des rivières cévenoles, languedociennes et catalanes suite aux crues de 1957 et 1958 ». Au début du XXIe siècle, « les travaux français s'inscrivent de plus en plus fréquemment dans des programmes interdisciplinaires et/ou internationaux, et intègrent souvent une dimension appliquée (prévention des risques naturels et propositions de gestion des milieux) ».

## Hydromorphologie fluviale
Autrefois souvent désignée par l'expression « géomorphologie fluviale »  (fluvial geomorphology chez les Anglo-Saxons) et, suivant l'expression de Maurice Pardé, « potamologie » (qui inclut effets et causes que sont les crues et inondations), l'hydromorphologie fluviale s'intéresse à l'étude des processus physiques régissant le fonctionnement des cours d’eau (dynamique fluviale) et des formes qui en résultent (morphologie fluviale).
En France, le mot « hydrogéomorphologie » a été utilisé de manière précise pour désigner une méthode particulière de détermination des zones inondables, fondée sur des caractéristiques topographiques et géomorphologiques de fond de vallée (lit mineur, lit moyen et lit majeur en contrebas de terrasses fluviatiles non-inondables). En Europe, la Directive Cadre Européenne (DCE) a introduit la notion d'« hydromorphologie fluviale » dans le droit, corrélativement au bon fonctionnement écologique du bassin versant et du compartiment hydrologique en particulier.

## Le transport des sédiments

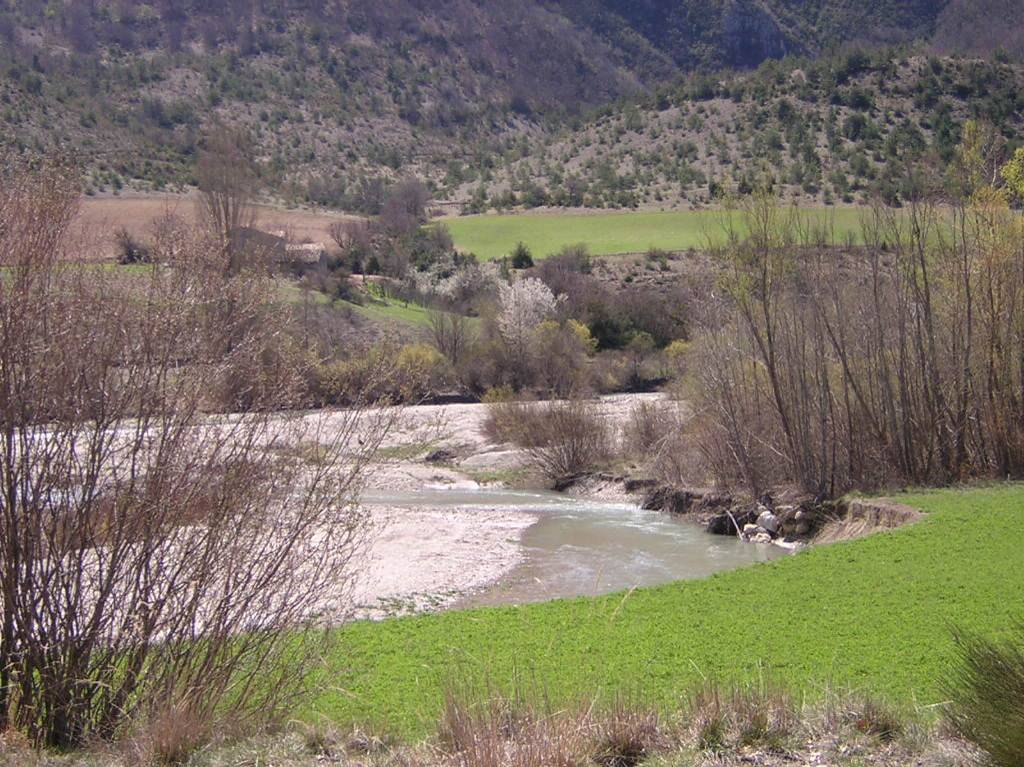
Anse d'érosion sur une rivière torrentielle à lit en tresse (la Méouge - Hautes-Alpes).

Le transport des sédiments par les cours d'eau est souvent nommé « transport solide » ou « transit sédimentaire ».
Le transport des sédiments prend deux formes bien différenciées : le charriage et la suspension. Le charriage est le transport des sédiments plutôt grossiers sur le fond du lit par roulement ou saltation. La suspension est le transport des sédiments dans la masse du flot.
Dans une situation hydraulique donnée, le comportement des sédiments varie selon la taille des particules :
- les graviers et galets sont toujours transportés par charriage sur le fond, sauf sur de très fortes pentes (au-delà de 2 à 3 %, où on peut rencontrer des mécanismes de charriage hyperconcentré et de laves torrentielles),
- les limons et sables fins (jusqu'à 200 μm) sont transportés en suspension franche, c'est-à-dire que la concentration varie peu le long de la colonne d'eau tant que le courant est sensible (c'est-à-dire sur des pentes supérieures à 0,1 ‰ - 10 cm par km - environ)
- les sables, principalement, connaissent une situation intermédiaire : le transport en suspension est possible, mais la concentration décroît rapidement lorsqu'on s'éloigne du fond.

La taille des matériaux qui sont ainsi en situation intermédiaire varie peu avec la pente. C'est pourquoi, pour la majeure partie des cours d'eau (si on excepte les cours d'eau très lents au-dessous de 0,1 ‰ et les torrents au-dessus de 3 %), la gamme de transition recouvre les sables moyens à grossiers, entre 200 et 700 μm.
Les observations des dépôts en crue montrent bien ce mécanisme :
- sur le fond, le lit est formé principalement de graviers et galets (et de sables grossiers lorsque les pentes s'abaissent au-dessous de 0,3 ‰), qu'on ne retrouve pas sur les berges
- sur les berges, les dépôts sont constitués de sables ou de limons selon le contexte géologique et l'intensité des débordements.

## Bande active: Lit actif / lit passif
Dans les grandes vallées et la plaine alluviale, la bande active est la zone des bancs alluviaux pas ou peu végétalisés, remaniés par les crues annuelles ou biennales, encore importante et relativement naturelle dans une partie de la Loire par exemple.
Dans la « plaine alluviale », le fond de vallée ou le delta, on parle de lit actif lorsque le lit est en interaction permanente (ou tout au moins fréquente) avec les sédiments transportés par le cours d'eau. Cette interaction a les conséquences suivantes :
- le lit est mobile dans l'espace et dans le temps ;
- il s'ajuste aux apports et exports de sédiments ;
- la géométrie du lit est le reflet des caractéristiques du bassin versant : régime hydrologique, volumes des apports, taille des sédiments, etc.
- en retour, les paramètres géométriques du lit permettent de quantifier le transit sédimentaire, puisqu'ils en sont l'image.

On parle au contraire de lit passif quand le fond du lit est fixe et que le transit sédimentaire se produit sans interaction avec le lit. Le lit peut être fixé :
- par des affleurements du substratum rocheux
- par des apports grossiers des versants (éboulement) ou des affluents (apports torrentiels) que la rivière est incapable de reprendre
- par la présence de galets issus de phases climatiques antérieures (période glaciaire, notamment) que le régime hydrologique actuel ne permet plus de reprendre comme la Moselle au débouché des Vosges.

Des situations intermédiaires sont bien sûr possibles :
- le pavage du lit est une fixation partielle du lit par une sélection des plus gros éléments des alluvions, qui ne sont plus repris que par les crues exceptionnelles
- le fond du lit peut être fixé par des galets que la rivière ne parvient plus à transporter, mais les berges constituées de limons restent mobiles.

## Quantification du transit sédimentaire
Les cours d’eau sont tapissés de sédiments fins et / ou grossiers. Ces sédiments sont entraînés par la vitesse de l’eau et on pourra se souvenir que la vitesse de début d’entraînement d’un sable de 0,5 à 1 mm de diamètre sur une profondeur de 1 à 5 m est d’environ 0,5 m/s. Un transport solide s'établit donc si la vitesse d'écoulement est supérieure à cette valeur. Un nombre important de chercheurs a travaillé sur les formules de transport solide pendant le XXe siècle. Le débit solide de sédiments est approximativement proportionnel au débit liquide de l’écoulement. Une crue augmente temporairement le transport solide en érodant les fonds,,,,.

## Évolution du profil en long

### Notion de profil d'équilibre

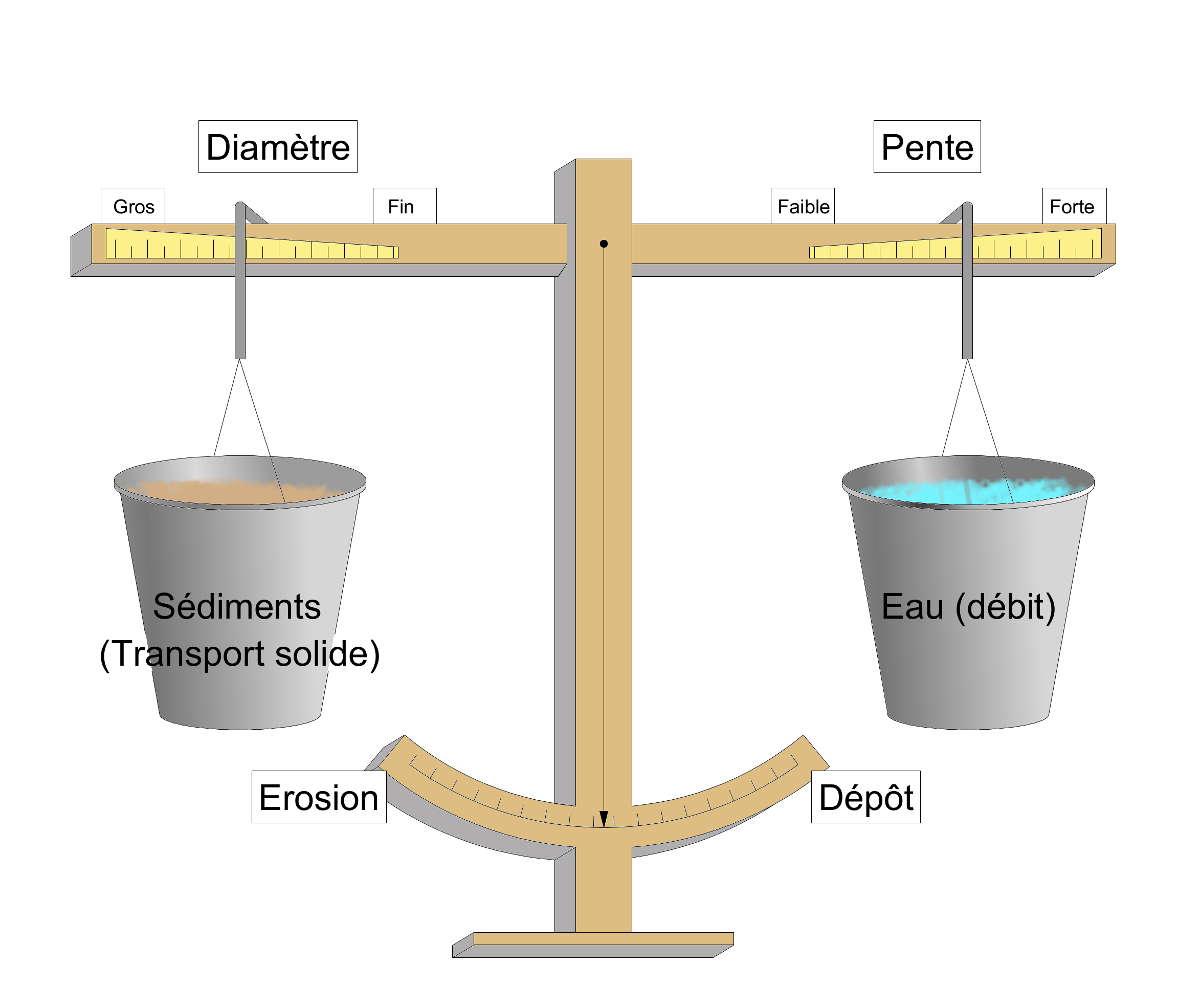
Processus simplifié : l'équilibre dynamique (balance de Lane 1955).

Tout cours d'eau présente une oscillation entre érosion et dépôt (on parle aussi d’incision et d'exhaussement). Le schéma ci-contre présente le processus simplifié de l'équilibre dynamique d'une rivière. Lorsque le débit de l'eau augmente, la flèche se déplace vers l'érosion augmentant de fait le transport solide. Inversement si le débit diminue la flèche pointe vers dépôt et le débit solide diminue (débit de la charge alluviale caractérisée par son volume et sa granulométrie) jusqu'à retrouver « l'équilibre ». Les rivières tendent vers leur pente dite d’équilibre qui est fonction des conditions physiques et hydrologiques locales.

## Évolution du lit en plan
Notion d'espace de liberté, ou espace de mobilité.

### Mécanismes d'évolution des berges

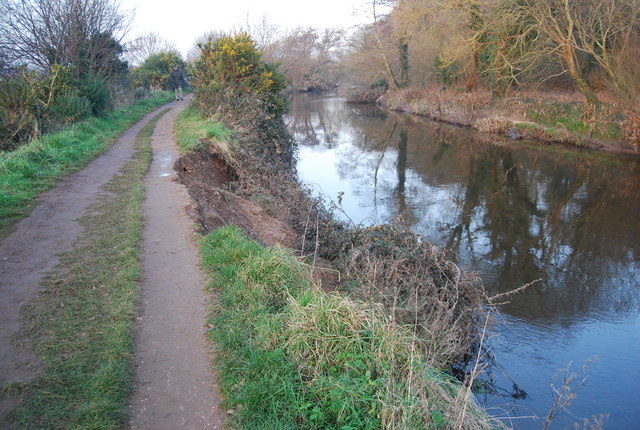
Glissement de berge.

Les berges peuvent évoluer de différentes manières. Le courant du cours d'eau peut modifier le tracé du lit par érosion des berges. Cette érosion est possible lorsque la vitesse de l'eau et de ses turbulences y compris les vagues du plan d'eau contiennent assez d’énergie pour arracher des particules de la berge. C'est-à-dire vaincre leur cohésion et leur poids. L'ensemble de la berge en contact avec l'eau est concernée : le pied et la berge visible. 
La mécanique des sols joue également un rôle important dans les mécanismes  d’évolution des berges. Les glissements de berge peuvent être dus à des éboulements c’est-à-dire à des ruptures de cohérence du sol. L’eau peut favoriser cette rupture de différentes manières : en saturant le sol d’eau et en exerçant ou non une poussée stabilisante contre la berge. Lors d’une décrue ces deux éléments s’additionnent : le talus est saturé d’eau et la poussée stabilisatrice diminue avec la décrue. Une autre cause d’éboulement est le processus dit d’affouillement. Ce phénomène peut apparaître lors d’une érosion régressive par exemple ou par érosion du pied de berge. 
D’autres facteurs sont à prendre en compte dans l’évolution des berges. La ripisylve peut avoir un rôle stabilisant grâce aux systèmes racinaires des plantes ou au contraire renforcer l’érosion en augmentant les turbulences. Des arbres au système racinaire peu profond peuvent être déracinés et emporter une partie de la berge dans leur chute. En aval, les arbres transportés par le courant peuvent créer des rétrécissements du lit du cours d’eau. 
Enfin et dans une moindre mesure, la présence de rongeurs tels que les castors ou les ragondins peut déstabiliser une berge.

### Mécanismes d'évolution des courbes
La rivière est un milieu dynamique en constante évolution. Les formes en plan évoluent continuellement. Soit par érosion et dépôt soit plus brutalement par coupage de méandre ou changement de lit à la suite d'une inondation par exemple.

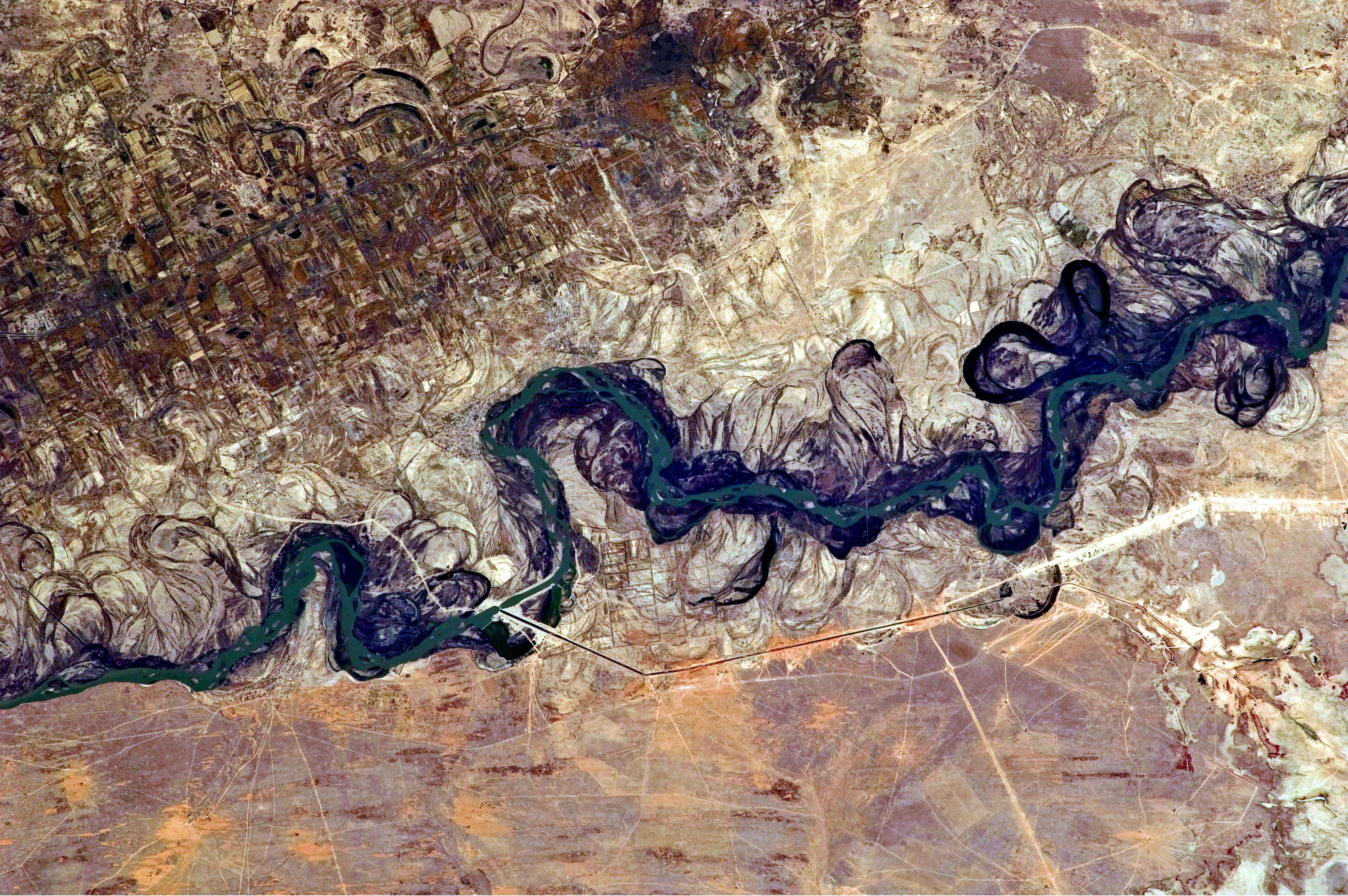
Exemple d'évolution d'une rivière avec méandrages anciens, coupure de méandre et ancienne plaine d'inondation.
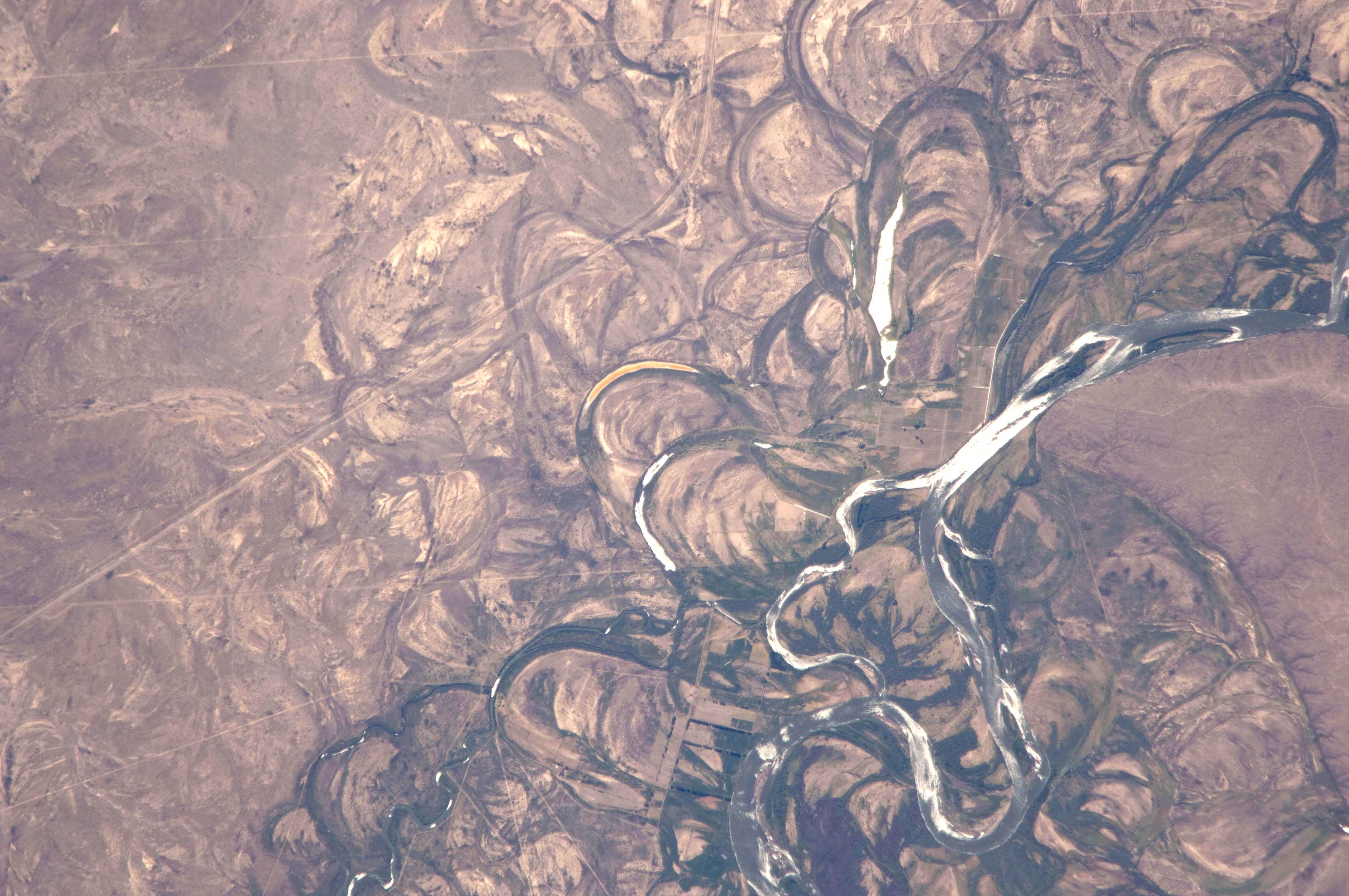
Rio Negro, Argentine.
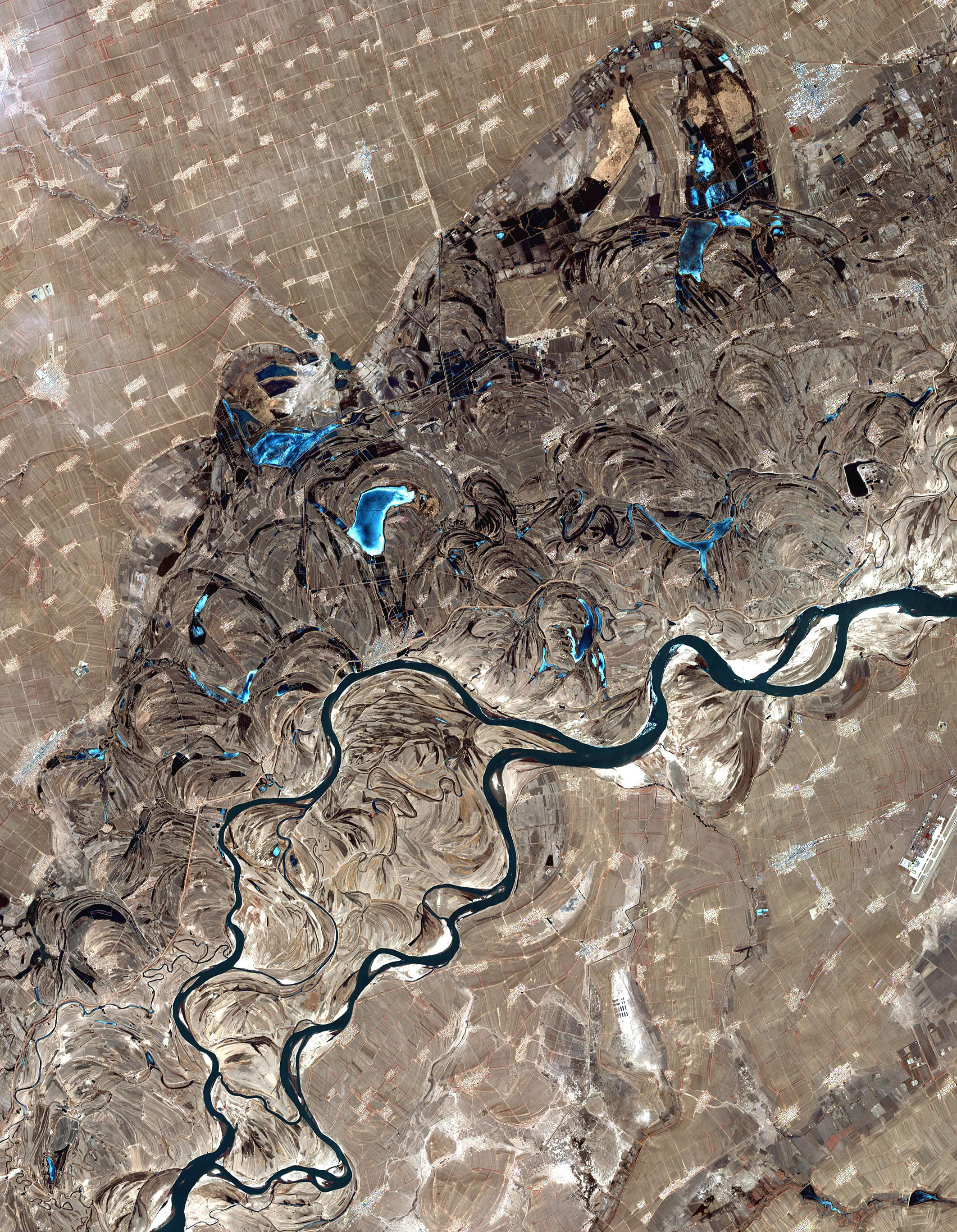
Évolution des méandres.
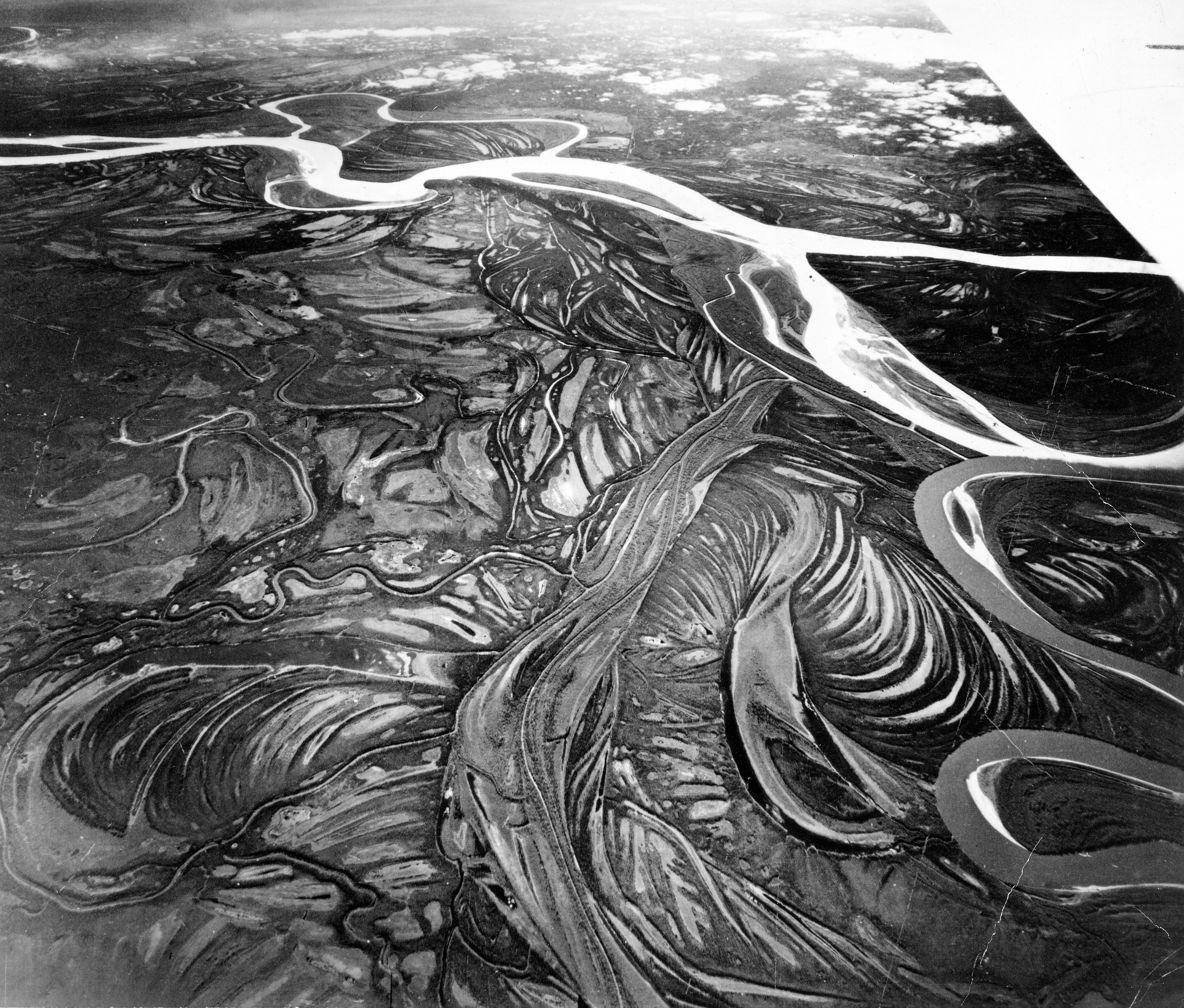
Rivières Yukon et Koyukuk, Alaska.

## Les sources de perturbation
L’hydrologie et la naturalité d'un cours d'eau peuvent être altérés par divers facteurs, dont pompages, barrages et débits réservés, éclusées, modification du régime des crues, prélèvements dans le lit, artificialisation des berges, etc.

### Prélèvements dans le lit mineur
Un prélèvement de matériaux dans le lit d’un cours d‘eau entraîne un abaissement de la ligne d’eau et une érosion régressive vers l’amont. Si le prélèvement est restreint, il se peut que l’érosion en amont et le dépôt dans la fosse finissent par combler le prélèvement et que le cours d’eau retrouve à peu près l’équilibre initial. À l’aval, le cours d’eau doit combler son déficit en débit solide à la suite du dépôt dans la fosse. L’écoulement creuse le lit pour se saturer en matériaux. On a donc deux érosions : une régressive en amont et une progressive en aval. Le déficit en matériaux induit une sollicitation accrue des berges et une tendance au méandrement. Les conséquences de l’érosion peuvent être des déstabilisations d’ouvrages et des glissements de berges.

### Les barrages
Les retenues d’eau agissent comme des décanteurs. Les vitesses d’écoulement quasi nulles permettent aux matériaux solides de se déposer et de combler progressivement le barrage. L’eau relâchée en aval est débarrassée de toute charge solide. Pour se saturer en matériaux, le cours d’eau prélève dans le lit le débit solide nécessaire. Les barrages entraînent également une réduction de la largeur du lit mineur en limitant l’importance des crues.

### Les seuils
Les seuils entravent le transport solide et en particulier le charriage. Si le transport solide est suffisant, le lit de la rivière en amont va s'élever jusqu'au niveau de la crête de seuil moins quelques centimètres à cause de l'aspiration créée par la chute de l'eau. À l'aval, on assiste comme pour les barrages à une érosion.
Les seuils en biais par rapport à l'axe de la rivière permettent d'abaisser le niveau d'eau en crue sur leur crête[précision nécessaire], et donc d'augmenter le tirage. Ils ont ainsi moins d'incidence sur le transport sédimentaire que les seuils perpendiculaires à l'axe de la rivière.

### Les dérivations
Une dérivation entraîne une diminution du débit et de l’érosion. La dérivation peut provoquer un abaissement de la ligne d’eau ainsi qu’une réduction de la largeur du lit. Les dérivations importantes peuvent avoir des conséquences sur les écosystèmes en aval en raison de la diminution des quantités d’eau.

### Recalibrage
On entend par recalibrage l'élargissement de la section d'une rivière. Un recalibrage trop important risque d’entraîner une modification de la pente et un déséquilibre du cours d'eau. La capacité de transport plus importante réduit les fréquences de débordements et augmente par conséquent les masses d'eau à l'aval.
Un réchauffement du cours d'eau dû à l'augmentation de la surface ensoleillée peut se produire. De même qu'une diminution des concentrations en oxygène et une augmentation des matières en suspension.

### Endiguement
Les endiguements peuvent conduire à l'augmentation du transport solide du cours d'eau. L'endiguement provoque un rétrécissement de la section d'écoulement et peut conduire à un enfoncement du lit. Au sortir de l'endiguement, il y a formation d'une zone de dépôts.

### Épis
Les épis peuvent être utilisés pour l'aménagement d'une rivière dans le but de protéger les berges en créant des zones d'eau morte qui vont se remblayer. La construction d'épis dans le lit d'une rivière permet également de créer un chenal de crue. Les épis concentrent le flot d'eau vers le centre du lit.

### Embâcle
Un embâcle naturel est une accumulation naturelle temporaire ou non de matériaux apportés par l'eau (exceptionnellement par un glissement de terrain). Les embâcles peuvent modifier le lit du cours d'eau en initiant la formation d'un îlot ou d'un méandre. Les embâcles peuvent conduire à des débordements du lit. Ils modifient localement les conditions d'écoulement et peuvent agir comme un seuil en provoquant une retenue d'eau.